# Autostrada A4 (Szwajcaria)
Autostrada A4 – autostrada prowadząca przez Szwajcarię. Biegnie od granicy niemieckiej w Thayngen, przez Szafuzę, Zurych, Schwyz, Zug do Sihlbrugg. Odcinek autostrady A4a pomiędzy miasteczkami Cham i Sihlbrugg jest często określany oficjalnie jako A40. 